# Émile Boeswillwald

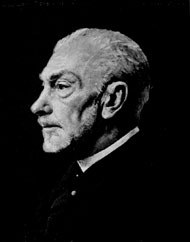
Émile Boeswillwald

Émile Boeswillwald (* 2. Februar 1815 in Straßburg; † 20. März 1896 in Paris) war ein französischer Architekt und Denkmalpfleger.

## Leben
Émile Boeswillwald absolvierte eine Lehre als Steinmetz, die er 1835 abschloss. Nach einem einjährigen Studienaufenthalt in München begann er 1837 ein Architekturstudium an der Pariser École des Beaux-Arts, das er aber bald aufgab, um seine Architektenausbildung im Atelier von Henri Labrouste in Paris zu beenden. 1842 erhielt er seinen ersten Auftrag von der 1837 gegründeten Kommission der Monuments historiques, deren Generalinspektor er 1860 in der Nachfolge von Prosper Mérimée wurde und bis 1895 blieb. Daneben arbeitete er seit 1847 im Dienst der kirchlichen Denkmalpflege (Commission des Arts et Édifices religieux) mit Eugène Viollet-le-Duc an der Spitze. Dazu zählen die Restaurierungen der Kathedralen von Luçon (1847–1850), Orléans (1852–1861), Bayonne (1856–1896), Chartres (1857–1896) und Le Mans (1857–1875).
Boeswillwald führte 1888 die Vergrößerung des Schlosses Pontchartrain in Jouars-Pontchartrain durch. Über lange Jahre arbeitete er an der Restaurierung der Abteikirche Notre-Dame in Mouzon. 1874 erneuerte er die im Deutsch-Französischen Krieg beschädigte Kathedrale von Toul. Er führte auch die Instandsetzung der Abtei Saint-Germer-de-Fly, der Kirche Saint-Étienne in Vignory, der Kathedrale von Laon, der Abtei La Trinité in Vendôme, von Notre-Dame in Avioth und der Sainte-Chapelle in Paris durch. Weitere Werke sind die Vergrößerung der Kirche Notre-Dame-en-Assomption in Bourbonne-les-Bains (1875), die Restaurierung der Basilika Saint-Jean-Baptiste in Chaumont (1847–1854), der Kirche Notre-Dame-de-l’Assomption in Isômes (ab 1849) und Arbeiten an der Kirche Saint-Urbain in Troyes (1846–1848). Er sorgte 1855 für die Wiederherstellung der Abteikirche St-Savin-en-Lavedan in Saint-Savin und schuf 1890 den Kreuzgang von Saint-Sever-de-Rustan in Tarbes.
Im Elsass restaurierte Boeswillwald die ehemalige Abteikirche Murbach (1862–1870), gestaltete den Rhombenhelm und die Giebel des Vierungsturms der ehemaligen Abteikirche in Neuwiller-lès-Saverne, stellte die Stiftskirche Niederhaslach her (1853) und restaurierte die Nikolauskapelle in Niedermünster am Odilienberg (1847–1850).
Mit René Cagnat und Albert Ballu veröffentlichte er 1895 das Werk Timgad, une cité africaine sous l’Empire romain.

## Familie
Boeswillwalds Sohn Paul war ebenfalls Architekt, sein Enkel Émile Artus war Maler.